# Osvaldo Vieira

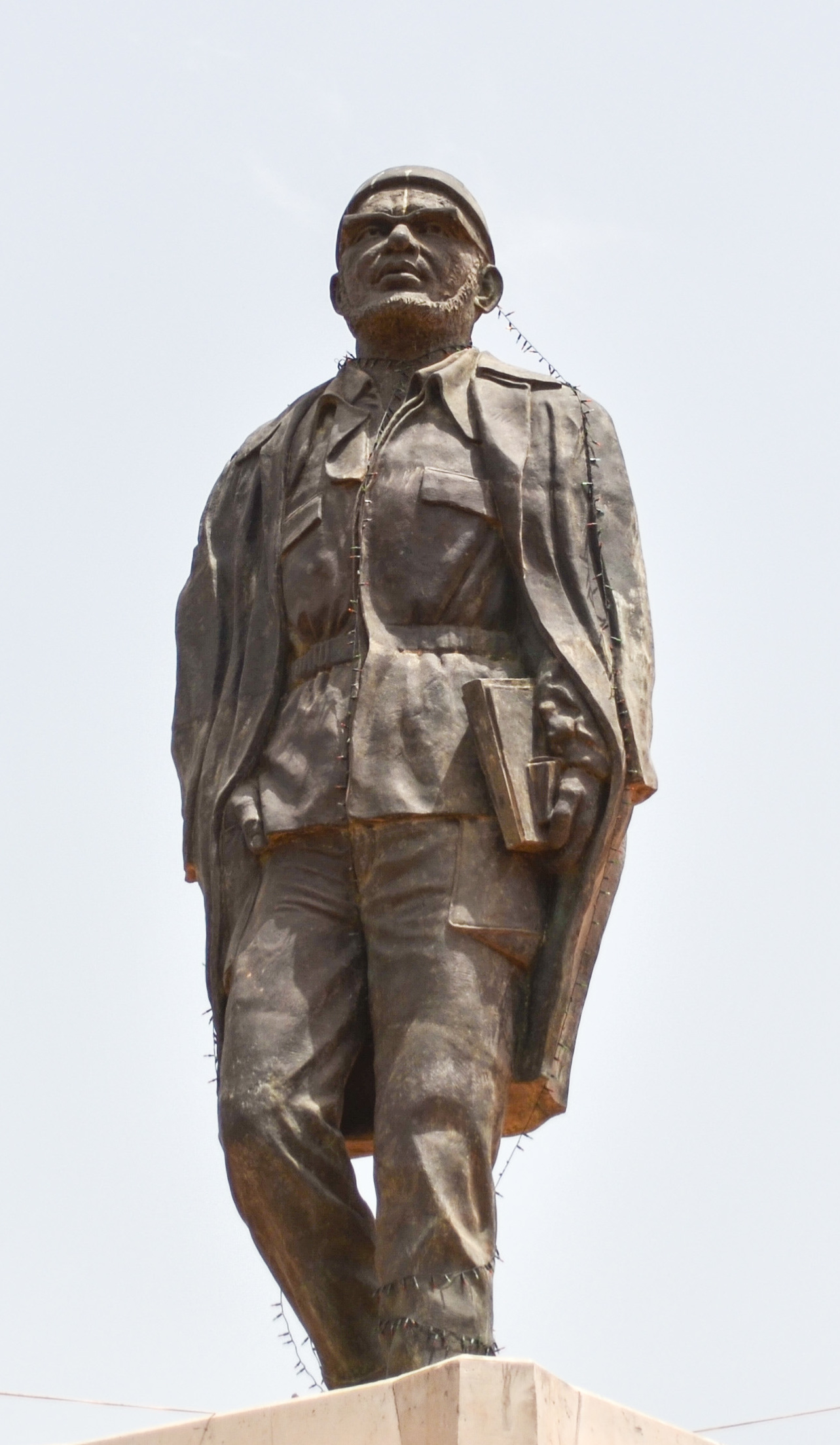
Statue Osvaldo Vieiras am Flughafen Bissau, der ebenfalls nach ihm benannt ist

Osvaldo Vieira (* 1939 in Bissau, Portugiesisch-Guinea; † 31. März 1974 in Koundara, Guinea-Conakry) war ein guinea-bissauischer Widerstandskämpfer und hochrangiger Funktionär der PAIGC.

## Leben
Osvaldo Vieira wurde 1939 in Bissau geboren, der späteren Hauptstadt der portugiesischen Kolonie Guinea. Sein Cousin war der spätere Staatspräsident und ebenfalls 1939 geborene João Bernardo „Nino“ Vieira.
Osvaldo Vieira schloss sich bereits in seinen Jugendjahren der Widerstands- und Unabhängigkeitsbewegung PAIGC an. Vieira gehört zur Gruppe von zehn Widerstandskämpfern, die von der PAIGC 1961 zum Training an die Militärakademie von Nanjing in der Volksrepublik China geschickt wurden. Nach seiner Rückkehr kämpfte Vieira an der Nordfront und leitete unter anderem den Angriff auf die portugiesische Militäranlage von Morés (Region Oio) am 7. Juli 1963. 1964 absolvierte Vieira ein weiteres Militärtraining in der Volksrepublik China, nach dieser Rückkehr erhielt er die Leitung der gesamten PAIGC-Truppen an der Nordfront, stationiert im 1963 eroberten Lager Morés.
Zusammen mit weiteren führenden PAIGC-Kämpfern wie Francisco Mendes, António N'Bana und Inocêncio Cani führte er verschiedene Angriffe auf die portugiesischen Kolonialtruppen aus und erweiterte damit erheblich das Einflussgebiet der Unabhängigkeitsbewegung PAIGC. Mit dem Tod von Domingos Ramos im November 1966 übernahm Vieira die Leitung der Ostfront, unterstützt von Pedro Pires. Gemeinsam mit Pires, PAIGC-Anführer Cabral, Aristides Pereira, Luís Cabral, Francisco Mendes und João Bernardo Vieira bildeten sie den neugegründeten Kriegsrat der PAIGC (Conselho da Guerra). Des Weiteren war er Mitglied des Politbüros (Bureau Político) und des Kampf-Exekutivkomitees (Comité Executivo da Luta) der PAIGC.
Osvaldo Vieira starb am 31. März 1974 nach einer Operation im PAIGC-Krankenhaus von Koundara in Guinea-Conakry. Vieira gehört zu den von der PAIGC benannten und glorifizierten Heldinnen und Helden. Im Hauptquartier der guinea-bissauischen Armee (Fort Amura) in der Hauptstadt Bissau befindet sich ein Denkmal für 10 guinea-bissauische Heldinnen und Helden, auch Vieira wird dort namentlich gedacht. Des Weiteren ist der einzige internationale Flughafen Guinea-Bissaus in Bissau nach ihm benannt.